# 望都县各级文物保护单位列表
以下为河北省保定市望都县各级文物保护单位列表。

## 全国重点文物保护单位
| 所药村壁画墓 | 6-225 | 古墓葬 | 望都县 | 汉 |  |

## 河北省文物保护单位
| 名称 | 编号 | 分类 | 时代 | 地点 | 图片 |
| ---- | ---- | ---- | ---- | ---- | ---- |